# South Morgan Township (comté de Dade, Missouri)
South Morgan Township est un township  du comté de Dade dans le Missouri, aux États-Unis,.
Il est baptisé en référence à Adonijah Morgan.